# Cratere Beethoven
Beethoven è un gigantesco cratere d'impatto presente sulla superficie di Mercurio, il cui centro è situato a 20,92° di latitudine sud e 123,66° di longitudine ovest. Il suo diametro è pari a 630 km.
Il cratere è dedicato al compositore tedesco Ludwig van Beethoven. A suo volta il cratere dà il nome alla maglia H-7, precedentemente nota come Solitudo Lycaonis.